# Wyjść na prostą
Wyjść na prostą (tytuł oryg. Smashed) − amerykański film fabularny z 2012 roku, napisany przez Jamesa Ponsoldta i Susan Burke oraz wyreżyserowany przez samego Ponsoldta. W filmie w rolach głównych wystąpili Mary Elizabeth Winstead oraz Aaron Paul. Fabuła projektu skupia się na losach pary alkoholików, nauczycielki Kate i jej męża Charliego. Kate, chcąc zerwać z uzależnieniem, zaczyna uczęszczać na spotkania AA. Światowa premiera obrazu odbyła się 22 stycznia 2012 podczas Sundance Film Festival. 14 grudnia tego roku nastąpiła premiera komercyjna dzieła. W Polsce film prezentowany był widzom Międzynarodowego Festiwalu Kina Niezależnego Off Plus Camera w połowie kwietnia 2013; miesiąc później, 15 maja, ukazał się na rynku DVD, dystrybuowany przez Imperial − Cinepix. Film uzyskał nominacje do dziesięciu prestiżowych nagród; jedną z nich zwyciężył. Zebrał także pozytywne recenzje krytyków.

## Obsada
- Mary Elizabeth Winstead − Kate Hannah
- Aaron Paul − Charlie Hannah
- Octavia Spencer − Jenny
- Nick Offerman − Dave Davies
- Megan Mullally − dyrektorka Barnes
- Mary Kay Place − Rochelle
- Kyle Gallner − Owen Hannah
- Bree Turner − Freda
- Mackenzie Davis − Millie
- Patti Allison − Rocky
- Richmond Arquette − Arlo
- Natalie Dreyfuss − Amber

## Nagrody i wyróżnienia
- 2012, Sundance Film Festival:
  - Specjalna Nagrody Jury w kategorii najlepszy film dramatyczny (podkategoria kina niezależnego; wyróżnieni: Andrea Sperling, Jonathan Schwartz)
  - nominacja do Głównej Nagrody Jury w kategorii najlepszy film dramatyczny (James Ponsoldt)
- 2012, Tallinn Black Nights Film Festival:
  - nominacja do nagrody za najlepszy północnoamerykański film niezależny (James Ponsoldt)
- 2012, Phoenix Film Critics Society Awards:
  - nominacja do nagrody PFCS w kategorii najlepsza aktorka pierwszoplanowa (Mary Elizabeth Winstead)
- 2012, Deauville Film Festival:
  - nominacja do Głównej Nagrody Specjalnej (James Ponsoldt)
- 2012, California on Location Awards:
  - nominacja do nagrody COLA za najlepszą scenografię terenową w filmie niezależnym (David Flannery; firma Sony Pictures Classic)
- 2013, Independent Spirit Awards:
  - nominacja do nagrody Independent Spirit w kategorii najlepsza aktorka pierwszoplanowa (Mary Elizabeth Winstead)
- 2013, Casting Society of America, USA:
  - nominacja do nagrody Artios w kategorii wybitne osiągnięcie w castingu filmowym − projekt niskobudżetowy; komediodramat (Avy Kaufman, Kim Coleman)
- 2013, Black Reel Awards:
  - nominacja do nagrody Black Reel w kategorii najlepsza aktorka drugoplanowa (Octavia Spencer)
- 2013, Off Camera Plus:
  - nominacja do Nagrody Krakowskiej Akademii Filmowej (udział w konkursie głównym; James Ponsoldt)